# Oost-Duitse kampioenschappen schaatsen allround
De Oost-Duitse kampioenschappen schaatsen allround was een schaatstoernooi dat regelmatig in de Duitse Democratische Republiek (DDR) werd gehouden van 1953 tot en met de kampioenschappen van 1990.

## Mannen
| Seizoen | Plaats          | Goud ·           | Zilver ·         | Brons ·           |
| ------- | --------------- | ---------------- | ---------------- | ----------------- |
| 1953    | Geising         | Günter Samp      | Dieter Luhde     | Helmut Kuhnert    |
| 1954    | Geising         | Helmut Kuhnert   | Dieter Luhde     | Gerhard Brandt    |
| 1955    | Geising         | Helmut Kuhnert   | Dieter Luhde     | Erich Löwenberger |
| 1957    | Geising         | Helmut Kuhnert   | Heinz Wolfram    | Manfred Schüler   |
| 1958    | Geising         | Helmut Kuhnert   | Heinz Wolfram    | Peter Hoffmann    |
| 1959    | Berlijn         | Günther Tilch    | Manfred Schüler  | Wolfgang Wuthe    |
| 1960    | Berlijn         | Helmut Kuhnert   | Peter Doescher   | Günther Tilch     |
| 1961    | Berlijn         | Manfred Schüler  | Dieter Halbach   | Helmut Kuhnert    |
| 1963    | Berlijn         | Helmut Kuhnert   | Jürgen Schmidt   | Dieter Halbach    |
| 1964    | Berlijn         | Jürgen Schmidt   | Helmut Kuhnert   | Dieter Halbach    |
| 1965    | Berlijn         | Helmut Kuhnert   | Horst Freese     | Günther Tilch     |
| 1966    | Berlijn         | Horst Freese     | Herbert Braun    | Jürgen Schmidt    |
| 1967    | Berlijn         | Horst Freese     | Bernd Prusowksi  | Rainer Klehr      |
| 1968    | Berlijn         | Gerd Bonke       | Rainer Klehr     | Bernd Prusowksi   |
| 1969    | Berlijn         | Gerd Bonke       | Volkmar Poneß    | Jürgen Rudolph    |
| 1970    | Berlijn         | Gerd Bonke       | Rainer Klehr     | Volkmar Poneß     |
| 1973    | Berlijn         | Klaus Wunderlich | Michael Brychy   | Peter Felski      |
| 1974    | Berlijn         | Manfred Winter   | Klaus Wunderlich | Harald Oehme      |
| 1975    | Karl-Marx Stadt | Harald Oehme     | Manfred Winter   | Klaus Wunderlich  |
| 1977    | Karl-Marx Stadt | Klaus Wunderlich | Andreas Ehrig    | Andreas Dietel    |
| 1978    | Berlijn         | Andreas Dietel   | Andreas Ehrig    | Jürgen Warnicke   |
| 1981    | Berlijn         | Andreas Ehrig    | Jürgen Warnicke  | Ulf Mademann      |
| 1982    | Karl-Marx Stadt | Andreas Ehrig    | Andreas Dietel   | André Hoffmann    |
| 1983    | Karl-Marx Stadt | Andreas Dietel   | André Hoffmann   | Heiko Scandolo    |
| 1986    | Karl-Marx Stadt | Roland Freier    | André Hoffmann   | Heiko Scandolo    |
| 1989    | Berlijn         | Peter Adeberg    | Olaf Zinke       | Peter Tietz       |
| 1990    | Berlijn         | Jörg Lange       | Heiko Scandolo   | Thomas Mihm       |

## Vrouwen
| Seizoen | Plaats          | Goud ·              | Zilver ·           | Brons ·           |
| ------- | --------------- | ------------------- | ------------------ | ----------------- |
| 1953    | Geising         | Margit Grobe        | Inge Görmer        | Waltraud Thun     |
| 1954    | Geising         | Margit Grobe        | Inge Görmer        | H. Obschernitzk   |
| 1955    | Geising         | Margit Grobe        | Inge Görmer        | Waltraud Thun     |
| 1957    | Geising         | Helga Haase         | Inge Görmer        | Thea Munzert      |
| 1958    | Geising         | Helga Haase         | Inge Görmer        | Edith Heinicke    |
| 1959    | Berlijn         | Helga Haase         | Inge Görmer        | Gisela Manns      |
| 1960    | Berlijn         | Helga Haase         | Inge Görmer        | Gisela Manns      |
| 1961    | Berlijn         | Helga Haase         | Karin Dlouhy       | Erika Heinicke    |
| 1962    | Geising         | Helga Haase         | Gisela Manns       | Sigrid Behrenz    |
| 1963    | Berlijn         | Helga Haase         | Erika Heinicke     | Gisela Manns      |
| 1964    | Berlijn         | Inge Lieckfeldt     | Margot Bräuer      | Brigitte Reichert |
| 1965    | Berlijn         | Helga Haase         | Inge Lieckfeldt    | Erika Heinicke    |
| 1966    | Berlijn         | Helga Haase         | Inge Lieckfeldt    | Herlind Hürdler   |
| 1967    | Berlijn         | Helga Haase         | Herlind Hürdler    | Renate Otto       |
| 1968    | Berlijn         | Ruth Schleiermacher | Anke Schmidt       | Petra Heinicke    |
| 1969    | Berlijn         | Ruth Schleiermacher | Rosemarie Taupadel | Anke Schmidt      |
| 1970    | Berlijn         | Ruth Schleiermacher | Anke Schmidt       | Gabriele Wimmer   |
| 1973    | Berlijn         | Ute Dix             | Birgit Männel      | Katrin Lorenz     |
| 1974    | Berlijn         | Birgit Männel       | Monika Zernicek    | Ute Dix           |
| 1975    | Karl-Marx Stadt | Heike Lange         | Monika Zernicek    | Karin Kessow      |
| 1977    | Karl-Marx Stadt | Andrea Mitscherlich | Marion Dittmann    | Ines Bautzmann    |
| 1978    | Berlijn         | Marion Dittmann     | Ines Bautzmann     | Sabine Becker     |
| 1981    | Berlijn         | Birgit Czak         | Gabi Schönbrunn    | Ines Pochert      |
| 1982    | Karl-Marx Stadt | Karin Busch         | Andrea Schöne      | Gabi Schönbrunn   |
| 1983    | Karl-Marx Stadt | Karin Enke          | Gabi Schönbrunn    | Sabine Brehm      |
| 1986    | Karl-Marx Stadt | Constanze Scandolo  | Heike Schalling    | Carola Bürger     |
| 1989    | Berlijn         | Gunda Kleemann      | Constanze Moser    | Heike Schalling   |

 Argentinië · 
 België · 
 Bohemen · 
 Canada · 
 China · 
 DDR · 
 Duitsland (mannen) - (vrouwen) · 
 Estland · 
 Finland · 
 Frankrijk · 
 Hongarije · 
 IJsland · 
 Italië · 
 Japan · 
 Kazachstan · 
 Mongolië · 
 Nederland (mannen) - (vrouwen) · 
 Nieuw-Zeeland ·
 Noorwegen (mannen) - (vrouwen) · 
 Oekraïne · 
 Oostenrijk · 
 Polen · 
 Roemenië · 
 Rusland · 
 Tsjechië · 
 Verenigde Staten · 
 Wit-Rusland · 
 Zuid-Korea · 
 Zweden · 
 Zwitserland